# Ver- und Entsorgungsstation

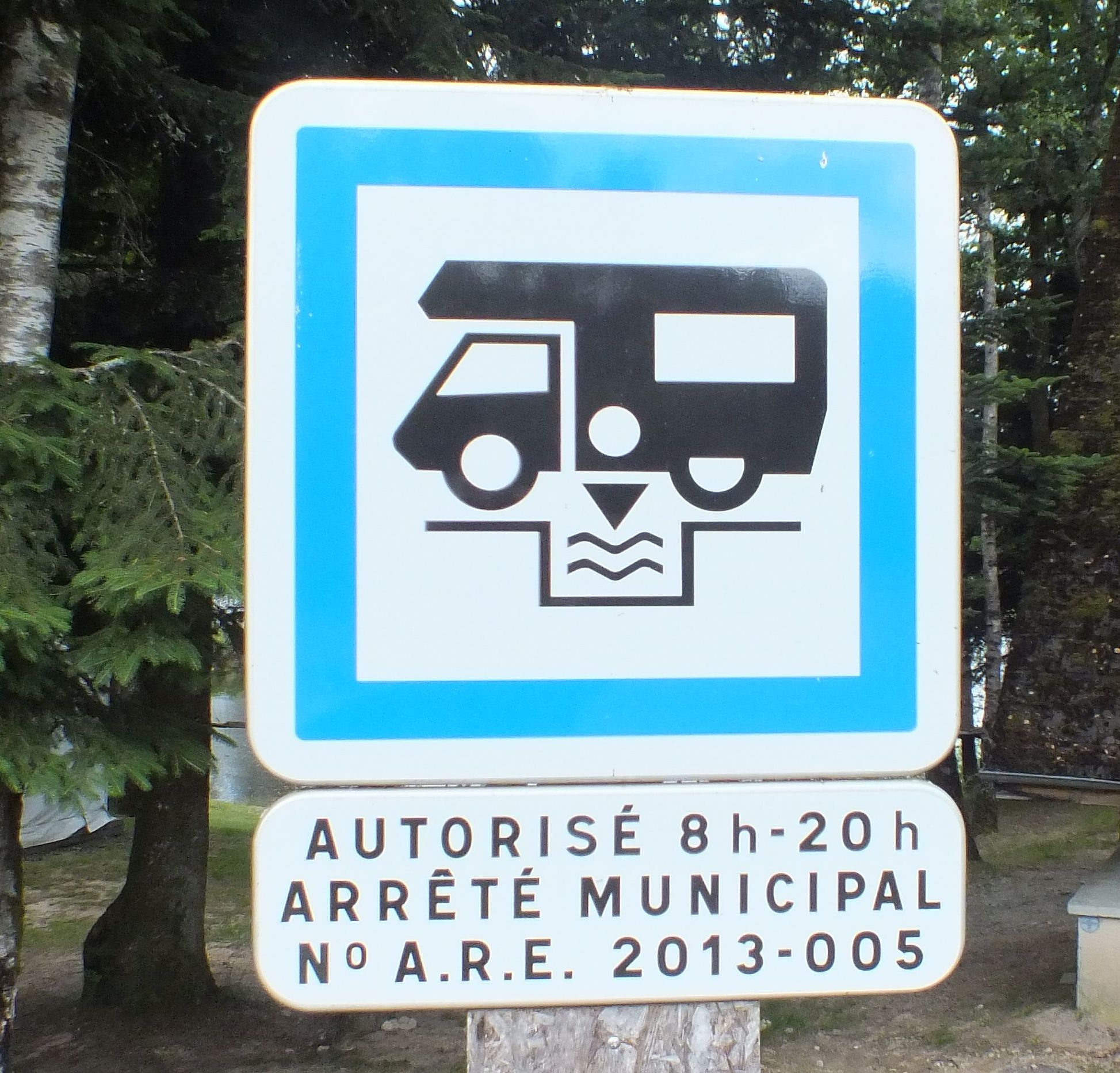
Hinweisschild VE

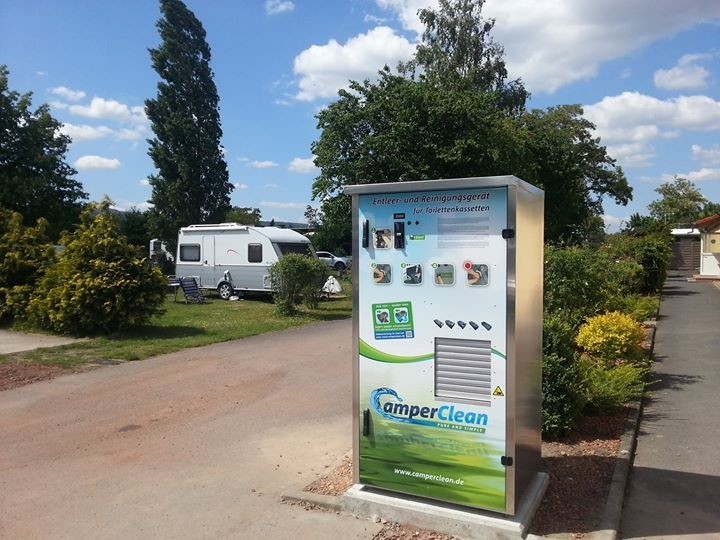
Vollautomatische Kassetten-Entleerungs- und Reinigungsstation in Bad Dürkheim

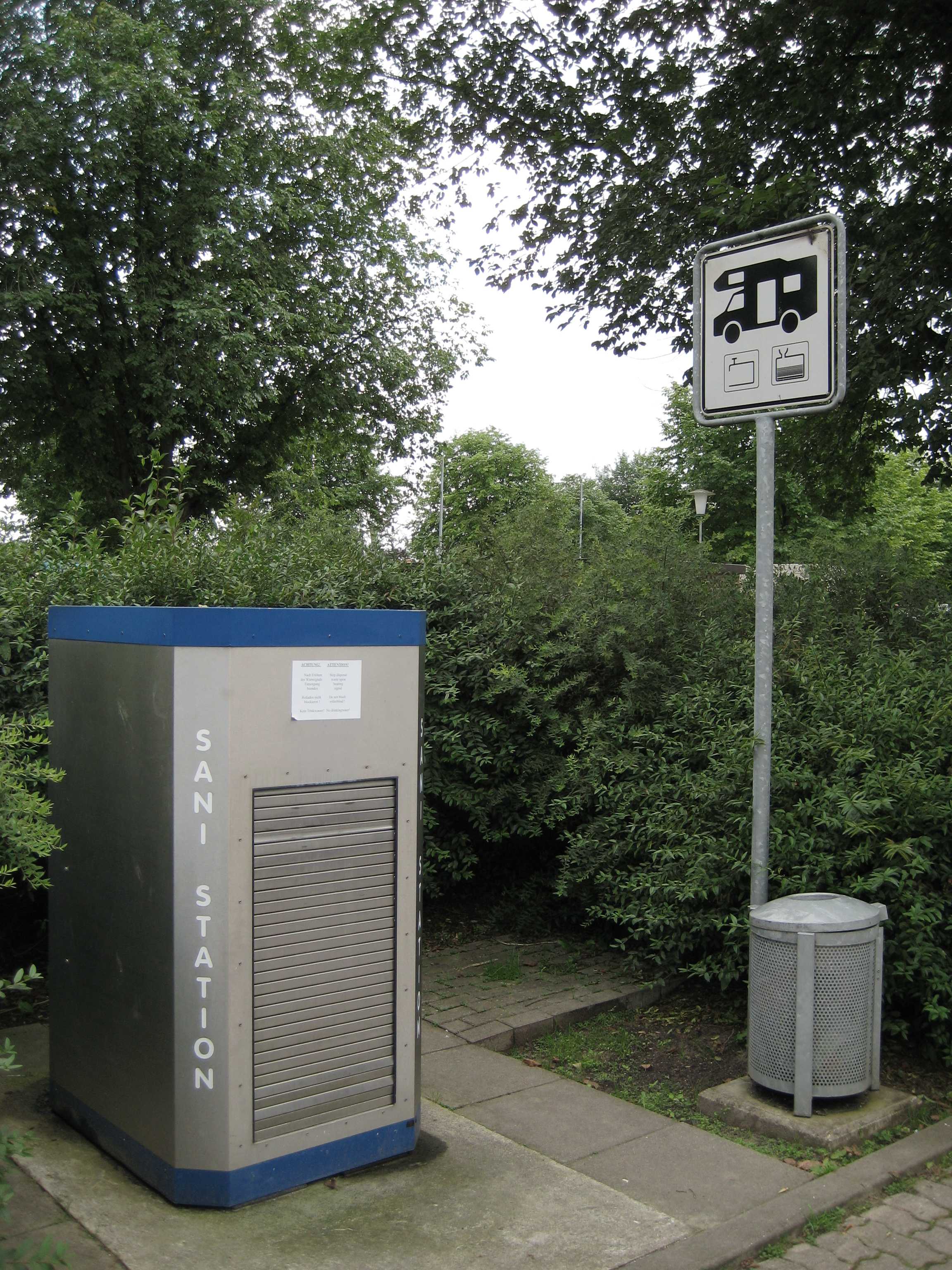
Ver- und Entsorgungsstation auf dem Reisemobil-Stellplatz in Itzehoe

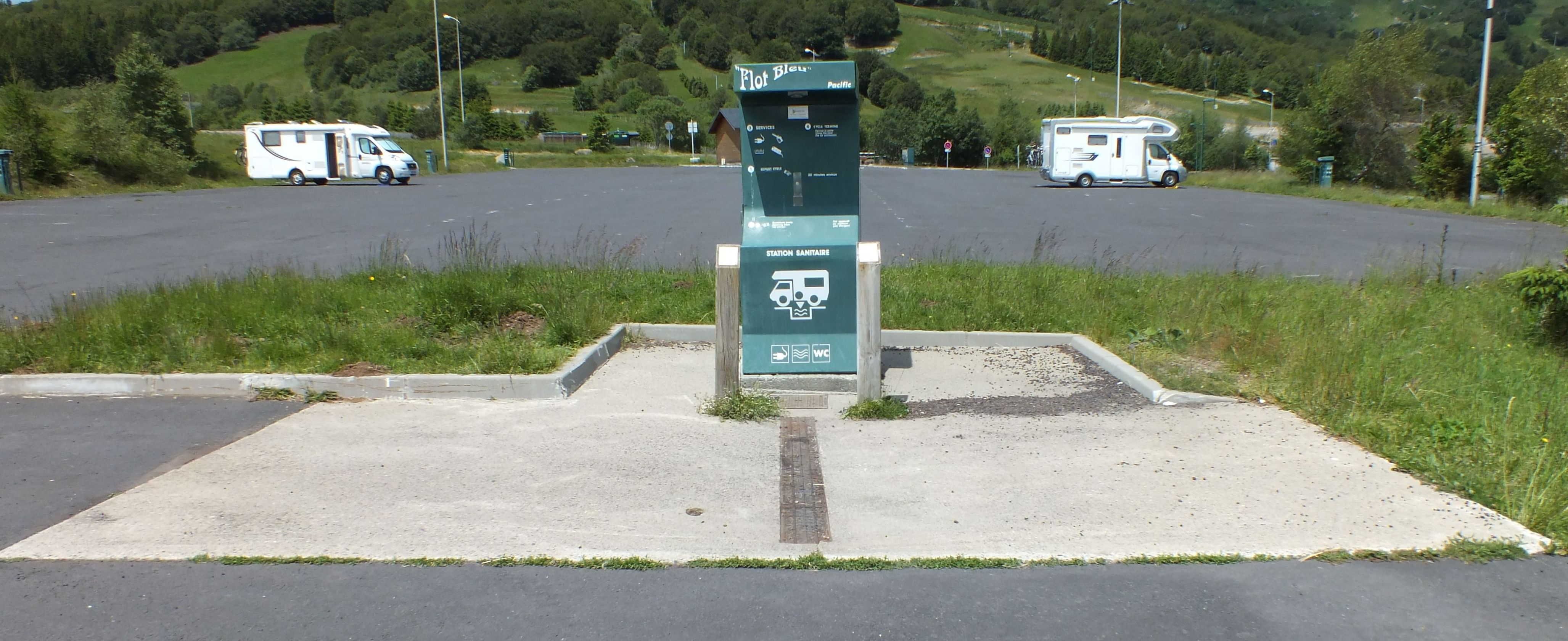
VE-Station mit überfahrbarer Rinne

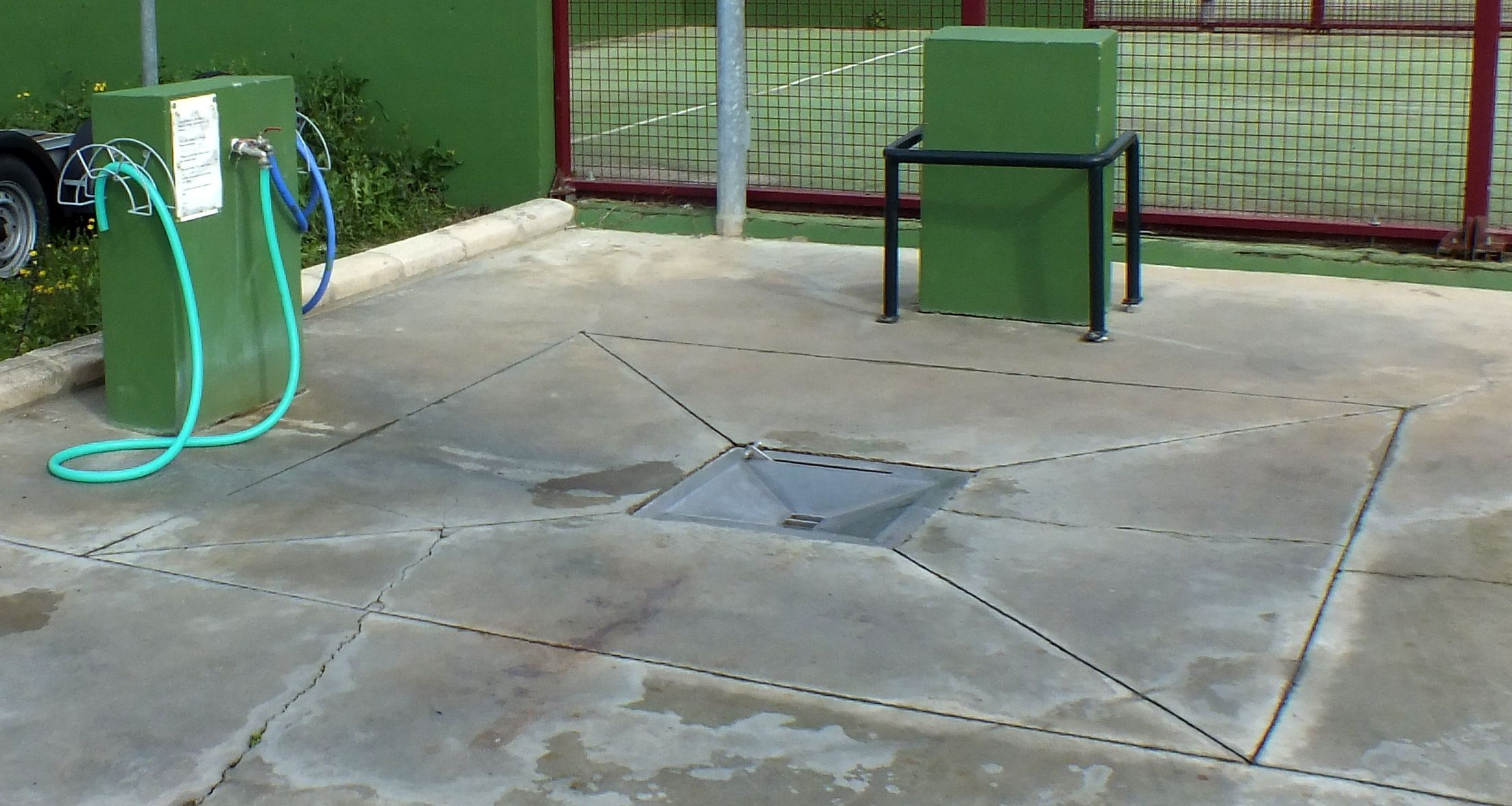
VE-Station mit überfahrbarem Bodeneinlass auch für Schwarzwasser

Ver- und Entsorgungsstationen, abgekürzt VE-Station, dienen Wohnmobilen, Wohnwagen und Reisebussen dazu, Frischwasser zu tanken, Abwasser zu entsorgen und den Inhalt der Bordtoilette zu entleeren.

## Aufbau
Im einfachsten Fall besteht eine Ver- und Entsorgungsstation lediglich aus einem überfahrbaren Bodeneinlass (ähnlich Gulli oder eine Rinne), der an eine für derartige Abwässer zugelassene Kanalisation angeschlossen ist, und einem Wasserhahn. Mitunter kann der Einlass aber auch nur mit einem Schlauch erreicht werden.
Heutzutage überwiegen jedoch industriell gefertigte Stationen, die unter verschiedenen Handelsnamen vertrieben werden. Diese Stationen können frostsicher ausgestattet sein. Sie verfügen mindestens über einen Frischwasseranschluss (idealerweise gegen die Verwendung zum Ausspülen von Kassetten geschützt und eigener, zweiter, abgesetzter Wasserauslass speziell zum Ausspülen von Abwasserbehältern und -schläuchen um zu vermeiden, dass der Trinkwasserhahn mit Abwasser oder gar Fäkalien verschmutzt wird) und einen Einlauftrichter für Abwässer  In viele Modelle können Beleuchtung, Stromanschlüsse oder auch Parkscheinautomaten integriert werden. Bei ihrer Entwicklung wird zunehmend Wert auf Resistenz gegen Vandalismus und Aufbruchsversuche gelegt.
Relativ neu sind vollautomatische Entsorgungsstationen für Toilettenkassetten. Hierbei wird die Kassette der Kassettentoilette vollautomatisch entleert und gereinigt. Bei dieser Entsorgung ist eine Kontaminierung mit Fäkalien weitestgehend ausgeschlossen.

## Standorte
Ver- und Entsorgungsstationen findet man regelmäßig auf Campingplätzen. In vielen europäischen Ländern gibt es aber auch öffentlich zugängliche Stationen außerhalb von Campingplätzen:
Man findet Stationen auf zahlreichen Reisemobil-Stellplätzen, häufig auch bei Wohnmobilhändlern, an Tankstellen, Kläranlagen oder an Autobahnparkplätzen. Auch erlauben manche Busunternehmen die Benutzung ihrer eigentlich für Reisebusse vorgesehenen Stationen durch Wohnmobile.
In Dänemark verfügen zahlreiche Autobahnrastplätze über (meist kostenlos nutzbare) Ver- und Entsorgungsstationen.
In Schweden gibt es in den Toilettenanlagen vieler Rastplätze Entsorgungsmöglichkeiten für tragbare Abwasser- und Fäkalientanks (Latrin), jedoch nur selten Bodeneinlässe. Frischwasser ist hier in der Regel problemlos an Tankstellen erhältlich.

## Technische Ausstattung
Öffentlich zugängliche Ver- und Entsorgungsstationen sind meist für Selbstbedienung ausgelegt und – soweit gebührenpflichtig – mit einem Münzeinwurf (seltener Kreditkartenakzeptanz) ausgestattet. Häufig ist die Abwasserentsorgung allerdings kostenlos, um die Nutzer zu einer ordnungsgemäßen Entsorgung anzuhalten. Für Frischwasser wird dagegen häufig eine Gebühr verlangt. In Frankreich findet man auch häufig Stationen, die mit speziellen Wertmarken (genannt Jetons, meist erhältlich in nahe gelegenen Geschäften oder Touristenbüros) oder Kreditkarten bedient werden.

## Rechtliche Aspekte
Betreiber von öffentlich zugänglichen Ver- und Entsorgungsstationen benötigen eine Einleitungsgenehmigung, um die Station an die Kanalisation anschließen zu dürfen. In dieser Genehmigung können Auflagen enthalten sein. Beispielsweise kann für die Einleitung von Abwässern aus Chemie-Toiletten die Verdünnung mit einer bestimmten Mindestmenge Frischwasser vorgeschrieben werden, um eine Schädigung der biologische Stufe der Kläranlage zu verhindern.
In wenigen Ausnahmefällen, beispielsweise wenn an entlegenen Standorten nur eine Pflanzenkläranlage zur Verfügung steht, darf nur Grauwasser bzw. nicht mit Toilettenchemikalien versetztes Schwarzwasser entsorgt werden.